# 뤼네부르크현

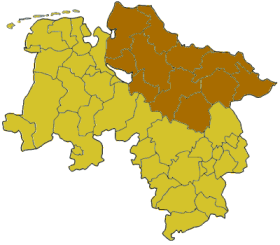
니더작센주에서 뤼네부르크현의 위치

뤼네부르크현(독일어: Regierungsbezirk Lüneburg)은 과거 독일 니더작센주 북부에 있던 현(Regierungsbezirk)이다. 현도는 뤼네부르크였으며 폐지 당시의 면적은 15,507.1km2, 인구는 1,702,179명(2004년 기준), 인구 밀도는 110명/km2이었다. 11개 군(Landkreise)을 관할했다. 1823년에 신설되었으며 2005년 1월 1일을 기해 폐지되었다.

## 하위 행정 구역

### 군(Landkreise)
1. 첼레군(Celle)
2. 쿡스하펜군(Cuxhaven)
3. 하르부르크군(Harburg)
4. 뤼호프다넨베르크군(Lüchow-Dannenberg)
5. 뤼네부르크군(Lüneburg)
6. 오스테르홀츠군(Osterholz)
7. 로텐부르크군(Rotenburg)
8. 하이데크라이스군(Heidekreis)
9. 슈타데군(Stade)
10. 윌첸군(Uelzen)
11. 페르덴군(Verden)